# 神奈川宿

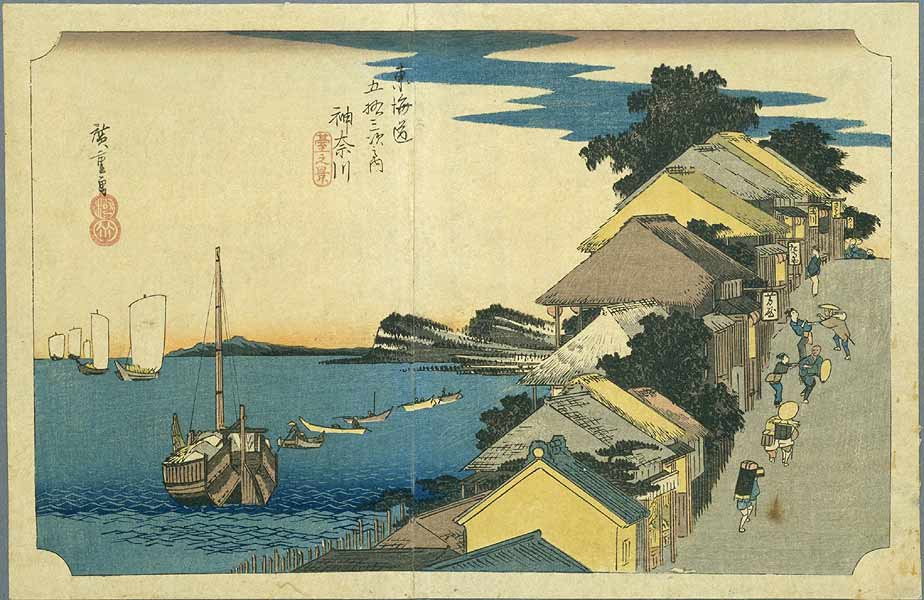
神奈川宿（歌川廣重『東海道五十三次』（再刻版）

神奈川宿（日语：神奈川宿、かながわしゅく）是東海道五十三次第三個宿場。位於武藏國橘樹郡，現在的神奈川縣橫濱市神奈川區神奈川本町附近。附近有神奈川湊。幕末時期，這裡成為開港地區。神奈川宿包括神奈川町和青木町兩町，兩者之間有瀧野川流過。

## 外部連結
- 神奈川宿の外国人たち （页面存档备份，存于） - 横浜開港資料館報74号、2001年
- 神奈川宿歴史の道 （页面存档备份，存于） - 横浜市神奈川区役所
- 歴史散歩道神奈川宿編 （页面存档备份，存于） - 横浜市神奈川区広報、2013年